# 王劭廉

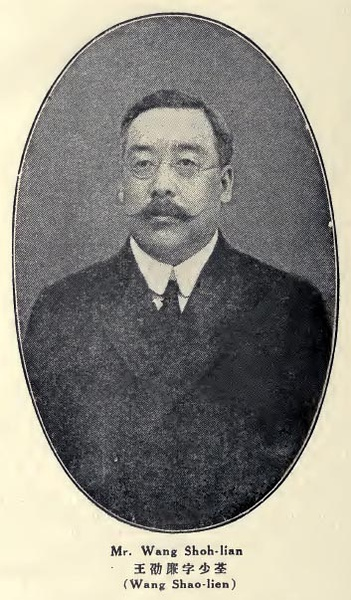

王劭廉（1866年—1936年11月19日），字少荃，又作少泉，直隶天津人。中國教育家。

## 生平
王劭廉少年时毕业于北洋水师学堂，是該学堂总办严复的弟子，后被派赴英國学习造船工程，兼学法律、政治。后在英国军舰上同英國太子乔治等共同实习。他毕业于格林威治皇家海军学校。学成歸国后先后任山东威海水师学堂教习、北洋水师学堂正教习，教授英文、数学等课。1900年北洋水师学堂因庚子事变关闭之後，王劭廉在北京五城中学堂（今北师大附中的前身）任西学总教习，后创办顺天中学堂並自任校長，后他在北洋大学堂任教务提调。
1906年，因保定直隶高等学堂学生、革命党人吴樾刺殺清政府出洋考察政治五大臣载泽、戴鸿慈、徐世昌、端方、绍英，故袁世凯免去丁家立北洋大学总教习、保定直隶高等学堂总教习和直隶全省西学督导的职务。丁家立去职后推荐王劭廉出任北洋大学总教习。自王劭廉起，北洋大学改总教习为教务提调。王劭廉的上任也打破了外國人控制直隸教育權的局面。
1909年，清政府因其“兴办教育持久”，特賜文科进士出身。他还曾經先后担任過直隶学务公所议长、天津县议事会副议长、直隸諮議局议长等職務。
中华民国成立后，他任教育部临时教育会议议长。民国三年（1914年），中華民國教育部認为京津两地相距不远，北京大学与北洋大学学科又相同，拟令北洋大学办成专门性工科大学。王劭廉反對這一改组，辞去北洋大学教务提调职务，並推荐赵天麟教授继任。此后，王劭廉應周学熙之请，到开滦矿务局任协理。
1936年11月19日，王劭廉病逝于天津寓所，終年七十岁。